# Habroleptoides pauliana
Habroleptoides pauliana is een haft uit de familie Leptophlebiidae. De wetenschappelijke naam van de soort is voor het eerst geldig gepubliceerd in 1957 door Grandi.
De soort komt voor in het Palearctisch gebied.